# Jan Sokołowski (zoolog)
Jan Bogumił Sokołowski (ur. 24 maja 1899 w Dakowach Mokrych, zm. 7 kwietnia 1982 w Poznaniu) – polski zoolog, profesor na Uniwersytecie Poznańskim, ornitolog, popularyzator wiedzy o ptakach.

## Życiorys
Urodził się w wielkopolskiej wsi Dakowy Mokre k. Buku w rodzinie urzędnika w majątku ziemskim Aleksego i Zofii z Gintrowiczów. W latach 1919–1920 służył ochotniczo w Wojsku Polskim. Ukończył w 1921 gimnazjum im. Bergera w Poznaniu. W czasach gimnazjalnych był członkiem Towarzystwa Tomasza Zana oraz brał udział w nauczaniu tajnym. Po ukończeniu studiów biologicznych na wydziale matematyczno-przyrodniczym Uniwersytetu Poznańskiego w 1925 został delegatem Okręgowego Komitetu Ochrony Przyrody na Wielkopolskę do spraw ochrony ptaków. Rok później uzyskał stopień doktora (pracę doktorską napisał na temat owadów prostoskrzydłych Wielkopolski, mimo że już wtedy był znanym ornitologiem). W latach 1927–1928 był nauczycielem Korpusu Kadetów w Rawiczu.
W latach 1932–1937 był członkiem Państwowej Rady Ochrony Przyrody. W 1936 uzyskał stopień doktora habilitowanego (na podstawie wydanej właśnie wtedy pracy Ptaki ziem polskich). W 1938 wybrano go przewodniczącym poznańskiego oddziału Ligi Ochrony Przyrody, a w 1956 – członkiem Zarządu Głównego tej organizacji. Od października 1938 był wykładowcą Pedagogium w Poznaniu.
W 1948 otrzymał tytuł profesora Uniwersytetu Poznańskiego. Od 1951 do przejścia na emeryturę w 1969 był wykładowcą w Wyższej Szkole Rolniczej, powstałej z wyodrębnienia z Uniwersytetu Wydziału Rolniczo-Leśnego.
Profesor Jan Sokołowski czynnie propagował ochronę ptaków, m.in. projektował i wieszał budki lęgowe, a także pisał liczne książki, artykuły i broszury popularyzujące wiedzę przyrodniczą. W 1967 otrzymał Nagrodę „Problemów” za osiągnięcia w dziedzinie popularyzowania nauki.
16 lutego 1927 ożenił się z Marią Ozdowską. Mieli troje dzieci: Bogumiłę, Alinę i Wojciecha.

## Odznaczenia
- Medal Pamiątkowy za Wojnę 1918–1921[2]
- Medal 10-lecia Polski Ludowej (22 lipca 1955)[4]

## Upamiętnienie
W Poznaniu na Piątkowie jedna z ulic upamiętnia Jana Sokołowskiego. Szkoła Podstawowa w Czeszewie w gminie Miłosław nosi imię profesora Jana Sokołowskiego.

## Książki
- Ptaki ziem polskich t. 1 (Warszawa 1936)
- Drop (Otis tarda L.) w Polsce (Kraków 1939)
- Dzięcioł, drwal leśny (Warszawa 1947)
- Orzeł król ptaków (Warszawa 1947)
- Wróbel (Warszawa 1948)
- W gniazdku jaskółki (Warszawa 1948)
- Wędrówki ptaków (Warszawa 1949)
- Obrazki z życia ptaków w zimie (Warszawa 1950)
- Z biologii ptaków (Warszawa 1950)
- Przewodnik do rozpoznawania ptaków krajowych w warunkach naturalnych (Warszawa 1952)
- Sowy (Warszawa 1953)
- Obrazki z życia ptaków w zimie (Warszawa 1954)
- Dzięcioł (Warszawa 1955)
- Orzeł (Warszawa 1955)
- Ptaki drapieżne (Warszawa 1956)
- Ptaki wodne i błotne (Warszawa 1957)
- O wronie, kruku i ich krewniakach (Warszawa 1958)
- Ptaki ziem polskich t. 1-2 (Warszawa 1958)
- Drop (Otis tarda L.) w Polsce (Kraków 1960)
- Pasikoniki (Warszawa 1960)
- W Wielkopolskim Parku Narodowym (Warszawa 1960)
- Zwierzęta z mojego szkicownika (Warszawa 1961)
- Nasze ptaki (Warszawa 1962)
- Ptaki prawnie chronione (Warszawa 1964)
- Perkoz dwuczuby (Warszawa 1967)
- Ptaki ziem polskich t. 1-2 (Warszawa 1972)
- Kaczka krzyżówka (Warszawa 1973)
- Ptaki Polski – atlas zoologiczny (WSiP Warszawa 1977)
- Tajemnice ptaków (Warszawa 1980)
- Co bociek klekotał
- Kolibry
- Ochrona ptaków
- O ptaszkach, gniazdach i pisklętach (Kraków)
- Poradnik ochrony ptaków
- Szpak
- Zięba